# Luis de Córdoba y Ronquillo
Luis de Córdoba y Ronquillo (Granada, ca. 1590 - Granada, 16 de noviembre de 1640) fue un fraile trinitario granadino y obispo de la ciudad de Cartagena de Indias.

## Biografía
Luis de Córdoba nació en Granada hacia el año 1590, pero de los primeros años de su vida no se sabe nada con exactitud. 
Entró a la Orden de la Santísima Trinidad en su ciudad natal, con quienes estudió teología y artes, demostrando tener mucho celo por la observancia de la Regla.
Fray Luis fue ministro de la Casa de la Trinidad de Málaga, luego Ministro Provincial de Andalucía, visitador general de la Orden y finalmente ministro en dos ocasiones de la Casa de la Trinidad de Sevilla, antes de ser nombrado obispo.

### Episcopado
Fray Luis de Córdoba y Ronquillo fue elegido obispo el 9 de septiembre de 1630 para la ciudad de Cartagena de Indias, en las colonias españolas en América administradas por la Real Audiencia de Santafé, que para ese entonces pertenecía al Virreinato del Perú.
Como obispo dio normas para extirpar las malas costumbres que reinaban en la diócesis, trabajó por mejorar la catedral y otras parroquias de la ciudad, y se ocupó de especial manera en la evangelización de los negros esclavos. Fue durante su gobierno que san Pedro Claver, llamado el el esclavo de los esclavos, comenzó con su trabajo de catequesis entre la población de color.
Estando de vacaciones hacia 1638, Felipe IV propuso a Luis de Córdoba para el arzobispado de Trujillo, en el Virreinato del Perú, pero antes de salir a su nuevo cometido, murió el 24 de noviembre de 1640. Fue enterrado en la Catedral de Granada.
| Predecesor: Francisco de Sotomayor, OFM | Obispo de Cartagena de Indias 1630-1640 | Sucesor: Cristóbal Pérez de Lazárraga, O.Cist. |
| Predecesor: Diego Montoya Mendoza       | Obispo de Trujillo 1640-1640            | Sucesor: Juan Sánchez Duque de Estrada         |